# ديميتري سميرنوف
ديميتري سميرنوف (بالروسية: Смирнов, Дмитрий Александрович)‏ (و. 1980  م) هو لاعب كرة قدم، من روسيا، ولد في موسكو، يلعب كلاعب وسط.

## روابط خارجية
- ديميتري سميرنوف على موقع اتحاد أوكرانيا (الإنجليزية)
- ديميتري سميرنوف على موقع Soccerway.com (الإنجليزية)